# 花地瑪聖母朝聖地

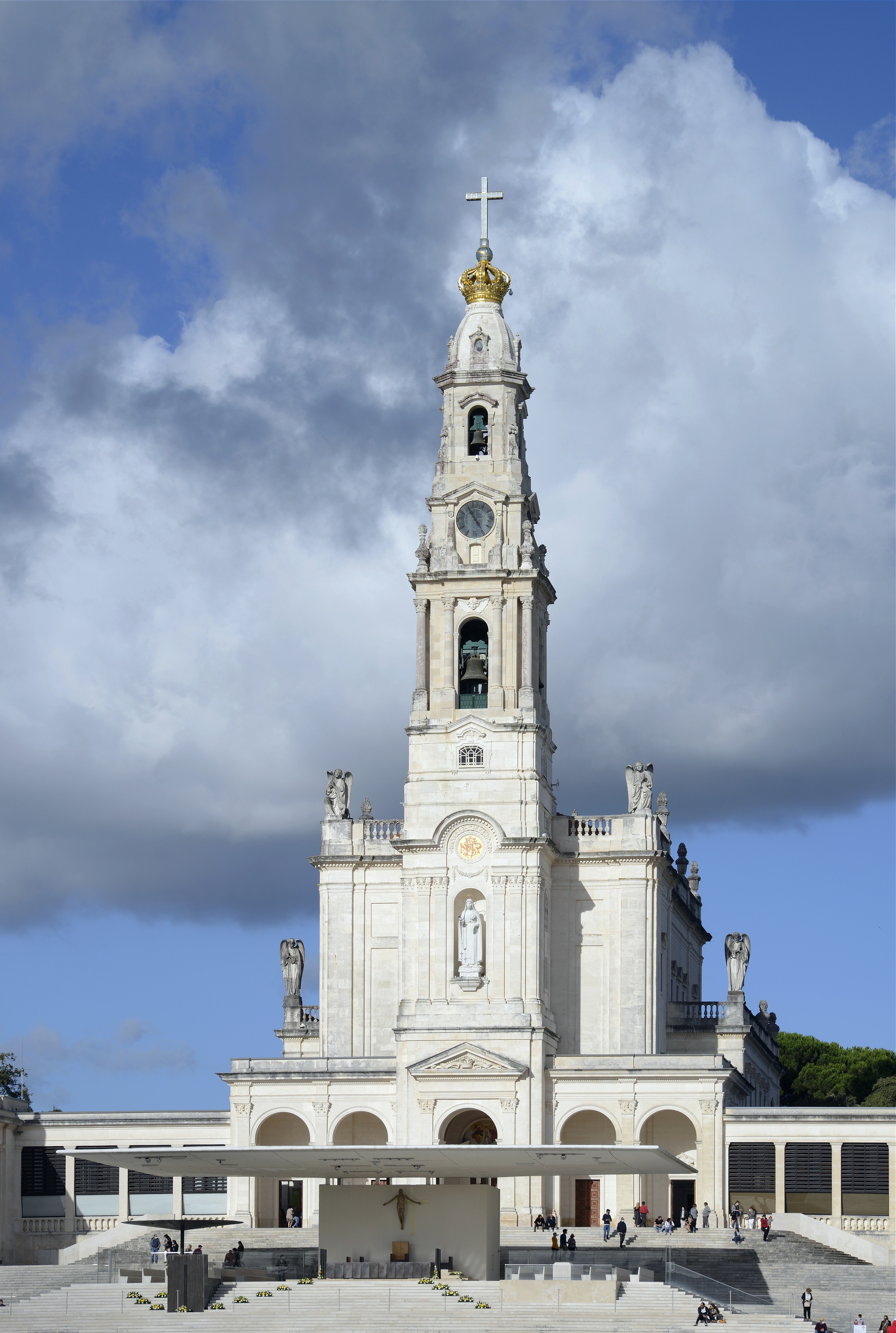
朝聖地大殿（玫瑰聖母聖殿 (法蒂瑪)）

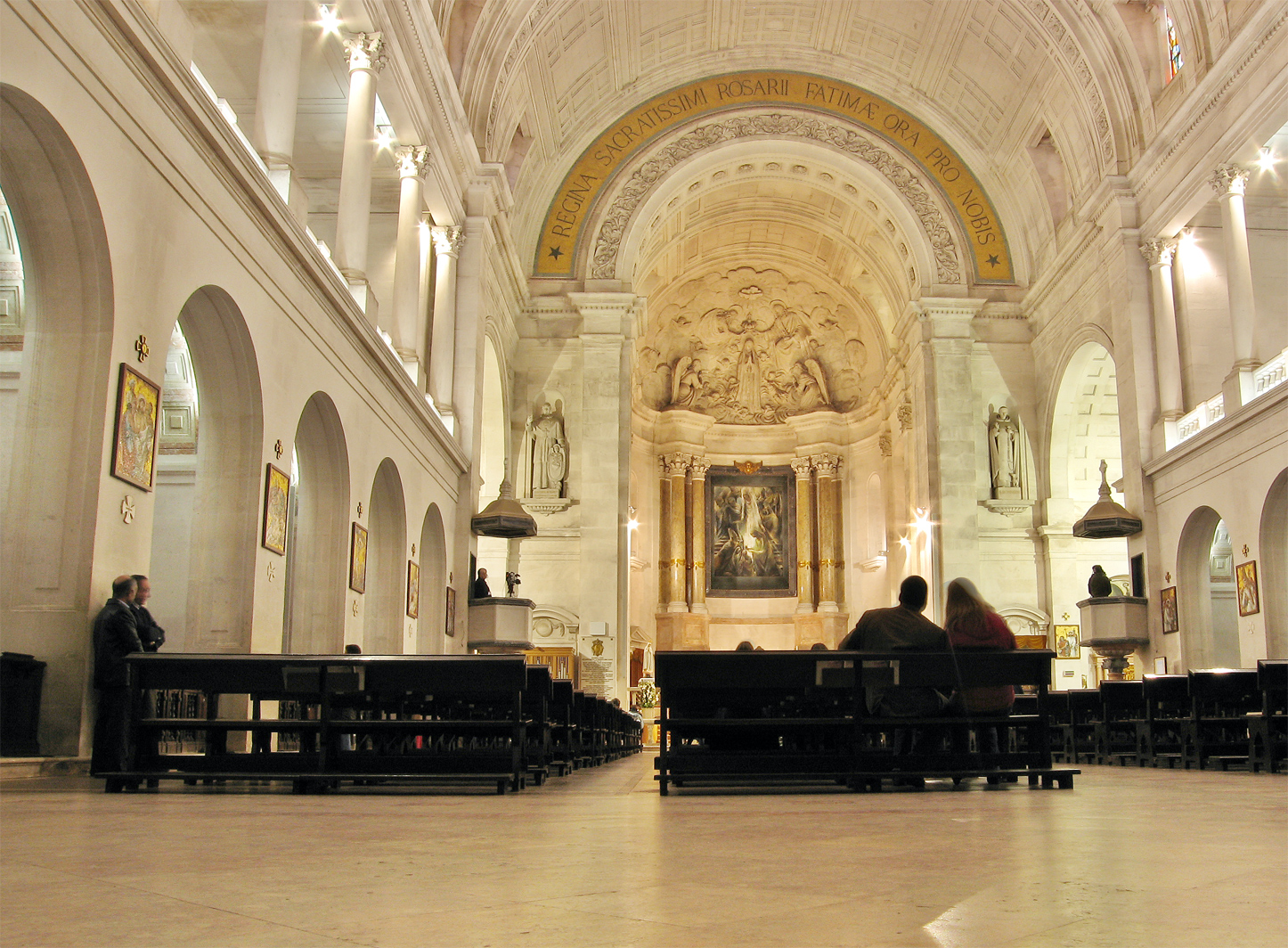
大殿內部

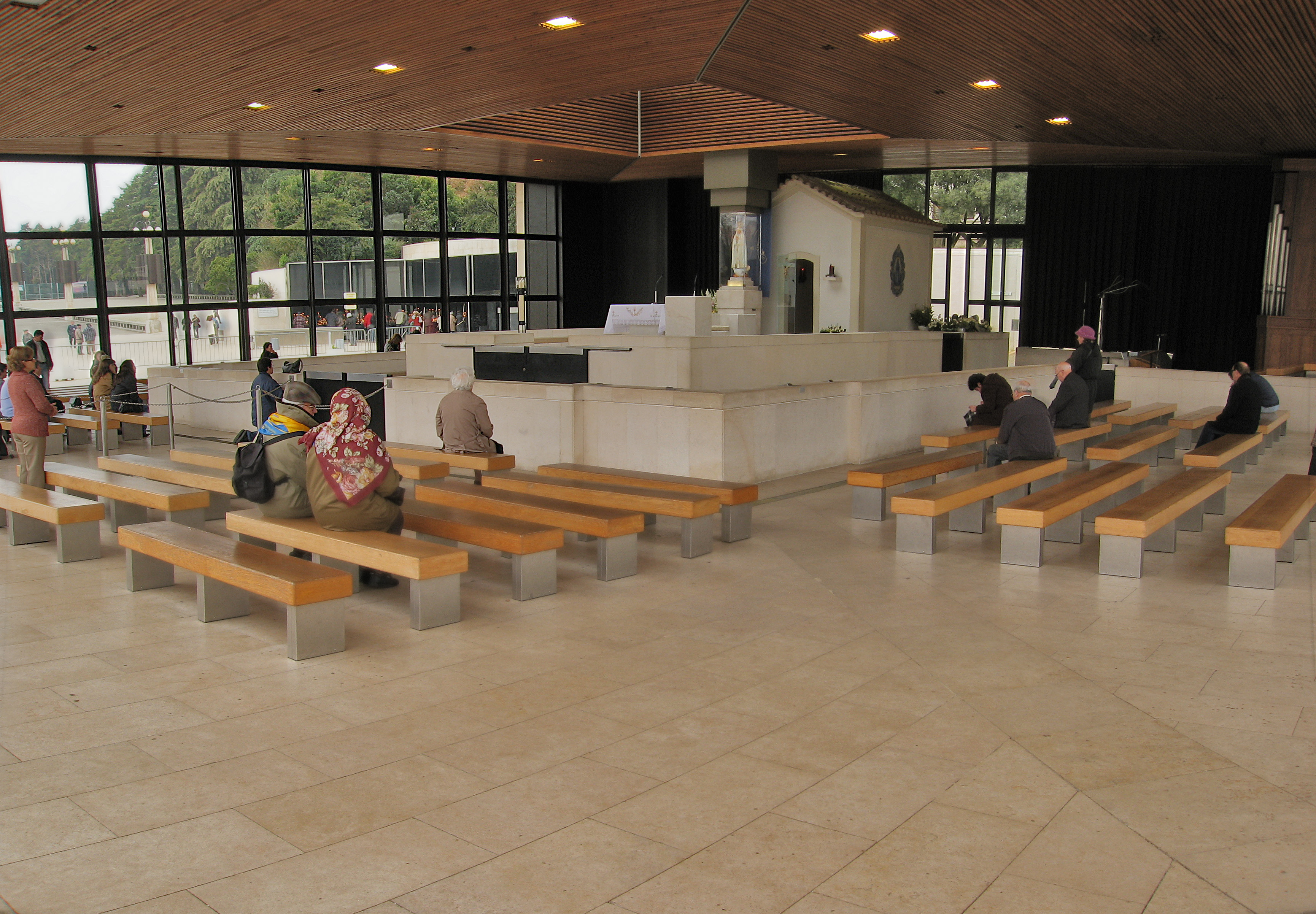
显灵小堂

法蒂玛圣母朝圣地（葡萄牙語：Santuário de Fátima），全名法蒂瑪玫瑰聖母朝聖地（葡萄牙語：Santuário de Nossa Senhora do Rosário de Fátima），是位於葡萄牙中部城鎮法蒂瑪的天主教朝聖地。此地是為紀念1917年發生的法蒂瑪聖母顯現事蹟而興建，1928年動工，1953年10月祝聖啟用、並於同年由教宗庇護十二世指定為宗座聖殿。

## 概述
该朝圣地兴建在法蒂瑪的依利亞山谷，此處据称是聖母瑪利亞向3名法蒂瑪牧童顯現的地点。三位牧童，方濟各、雅琴達和路濟亞的墓都在殿内。花窗玻璃上描绘了圣母显灵的场景。15个祭台献给15个玫瑰经奧蹟。巨大的管风琴安装于1952年，在圣殿的四个角落是四位供奉圣母无玷聖心的圣徒雕像：圣安多尼、圣道明、圣若望和匈牙利国王圣斯德望。
该朝圣地吸引了大批天主教徒，每年5到10月的13日，显灵的日期，有接近百万名朝圣者充满了葡萄牙通往朝圣所的道路。 每年共约有400万人来此朝圣。
显灵小堂位于圣殿最核心处，由大理石柱标出圣母显灵的确切位置。 
保禄六世牧灵中心于1982年5月13日由若望保禄二世揭幕，可以容纳超过2000人，容纳400名教友住宿。
1949年，该朝圣地获得来自爱尔兰的圣体光。
柏林墙残迹，意在强调是祈祷玫瑰经导致了柏林墙的倒塌，与法蒂玛圣母要求奉献俄罗斯有关。
大殿正门上方是法蒂玛圣母的巨大雕像，由美国神父托马斯·麦格林雕刻。麦格林神父花了相当长的时间询问路濟亞关于圣母显灵的细节。1958年，这尊雕像作为美国天主教徒的礼物送给法蒂玛圣殿。

## 外部鏈接
- Sanctuary of Fátima — Official Website （页面存档备份，存于）
- The Chapel of Apparitions (Live 24h) — Official Website （页面存档备份，存于）

39°37′55.67″N 8°40′18.43″W / 39.6321306°N 8.6717861°W